# 20039 Danfalk
20039 Danfalk este o planetă minoră (asteroid) din centura de asteroizi. A fost descoperită pe 16 noiembrie 1992 la Kushiro de Seiji Ueda⁠(d). 
Obiectul prezintă o orbită caracterizată de o semiaxă mare de 2,4241468 UAi, o excentricitate de 0,15, o înclinație de 2,56074 ° în raport cu ecliptica.